# Siphon de Lucelle
Le siphon de Lucelle – aussi appelé Drachenloch (« trou du dragon ») en alsacien – est une grotte située dans le département français du Haut-Rhin.

## Localisation
La grotte du Siphon de Lucelle se trouve sur le territoire de la commune de Lucelle, dans le Haut-Rhin.
Elle est située au nord de la route départementale D21bIII qui relie les communes de Lucelle et Kiffis.

## Topographie
La grotte est une exsurgence temporaire : en période de crue, il sort de la grotte un ruisseau qui va se jeter dans la Lucelle après un parcours d'environ 40 mètres. En période sèche, le lit du ruisseau, formé de grosses pierres, est clairement visible.
L'entrée est étroite (largeur d'environ 70 cm) et basse (environ 30 cm) ; elle se continue par une galerie plus large mais aussi basse, où la progression doit se faire « à quatre pattes ». Le sol, lissé par l'érosion, est couvert de dépôt argileux déposés par les crues. Plus loin, la galerie s'élargit et s'incurve vers la droite jusqu'à un plan d'eau long de 2 à 3 mètres que l'on atteint au bout d'une douzaine de mètres. Ce plan d'eau est le premier siphon qui, à la suite des travaux du Groupe Spéléologique Alsacien, est fréquemment désamorcé.
Après le siphon, on accède à une portion de galerie aux dimensions plus importantes (maximum 4 mètres de haut, pour 1 à 2 mètres de large) . Cette galerie constitue la galerie principale de la grotte : elle porte le nom de « galerie Georges Kuster ».
Huit mètres après le premier siphon, la galerie devient plus étroite et est occupée par deux profonds bassins, longs chacun de cinq mètres, séparés par une courte voûte mouillante; au-delà des bassins, la galerie reprend ses grandes dimensions et se prolonge sur une dizaine de mètres.
Au milieu de cette troisième section de galerie, à droite depuis l'entrée, le deuxième siphon barre l'entrée d'une deuxième galerie, nommée « galerie des Shadoks », qui se développe perpendiculairement à la galerie Georges Kuster. La galerie des Shadoks est longue d'environ 11 mètres ; à son extrémité, elle s'ouvre à gauche sur une deuxième galerie perpendiculaire, plus courte et presque entièrement occupée par le troisième siphon. À la sortie du troisième siphon, l'exploration bute sur un éboulis de blocs calcifiés, terminus de la grotte.

## Géologie
La grotte est creusée dans les calcaires du Séquanien supérieur.
La galerie principale est creusée aux dépens d'une diaclase orientée approximativement dans la direction sud-est/nord-ouest ; la fissuration du calcaire explique la disposition des galeries, dont certaines (galerie Georges Kuster, galerie des Shadoks) se croisent presque à angle droit.

## Historique des explorations
- En 1936, l'abbé Glory explore la grotte. Il est arrêté par un plan d'eau : le premier siphon[2].
- En 1954 et 1957, le Groupe spéléologique alsacien tente de franchir l'obstacle, d'abord par pompage de l'eau, puis par plongée en apnée. Ces tentatives échouent[2].
- Le 15 mai 1960, deux hommes-grenouilles de la Fédération française de sauvetage et de secourisme plongent dans le siphon, le traversent  et prennent pied dans une galerie sèche de l'autre côté[2].
- Le 16 avril 1961, A. Burgunder et Georges Kuster, équipés d'un matériel rudimentaire (masques de plongée fabriqués à partir de masques à gaz, combinaisons rembourrées avec des lainages et serrées par des élastiques[6]), franchissent le siphon et dressent une première topographie de la grotte.
- De 1966 à 1976, la voûte du premier siphon est démantelée par des tirs d'explosifs, afin de faciliter le passage en diminuant la profondeur du siphon[2].
- Le 20 novembre 1983, Jean-François Brouillard, Vincent Froehly et François Baur découvrent que le deuxième siphon s'est désamorcé à la suite de la forte sécheresse. Ils parcourent une nouvelle galerie jusqu'au troisième siphon. La galerie entre le deuxième et le troisième siphon sera plus tard appelée « galerie des Shadoks » en référence aux pompages entrepris pour vider les siphons qui barrent ses extrémités[4].
- En 1984 et 1985, le Groupe spéléologique d'Alsace mène de nouveaux travaux de démantèlement de la voûte du premier siphon : la hauteur au-dessus de l'eau à l'étiage passe de 20 cm à un mètre[4].
- Le 20 octobre 1985, le troisième siphon est vidé par pompage. Au-delà, les spéléologues s'arrêtent au bout de quelques mètres sur un éboulis de blocs calcifiés, terminus actuel de la grotte[3].

## Galerie d'images

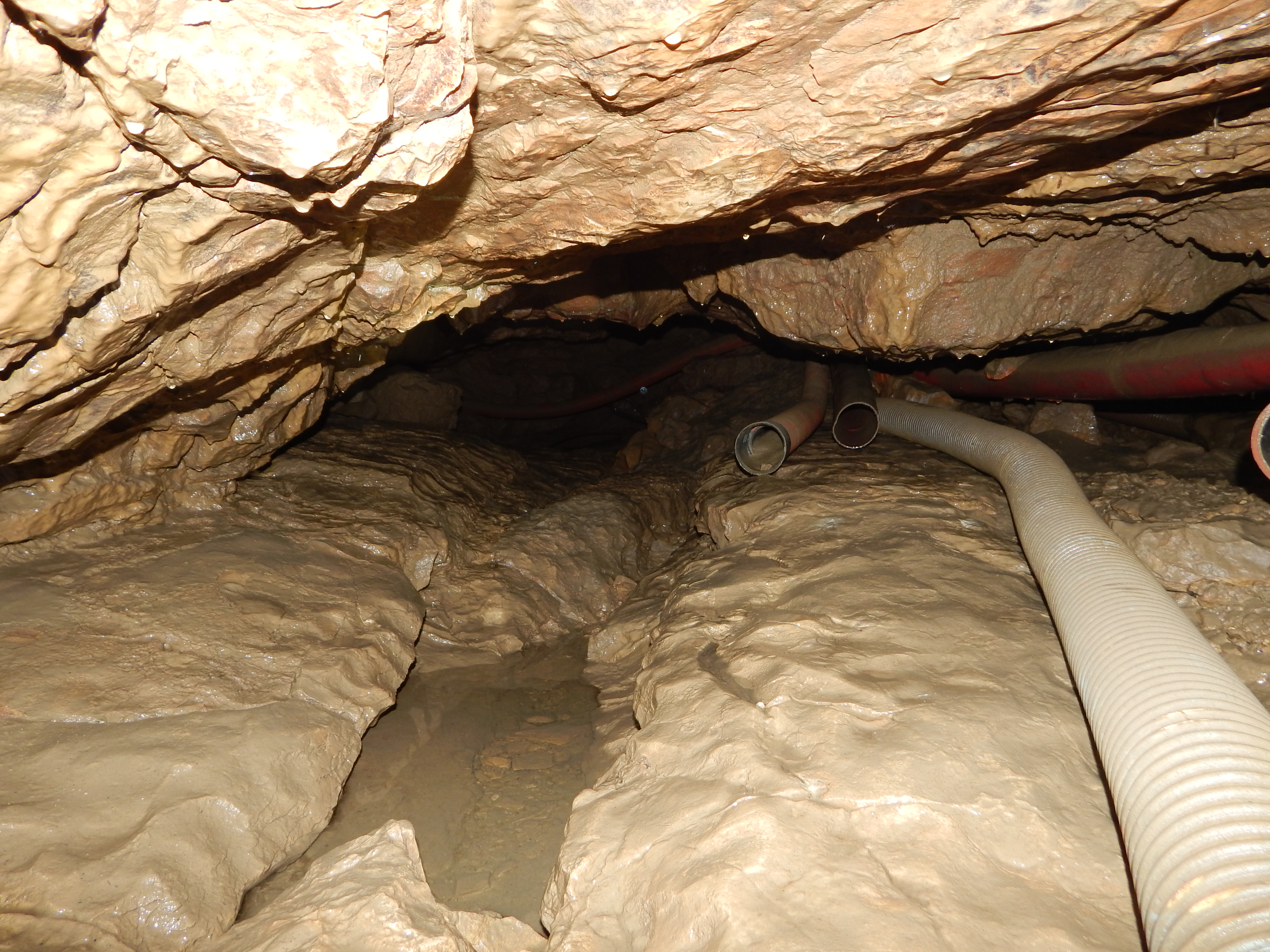
Galerie d'entrée du Siphon de Lucelle, vue depuis l'entrée
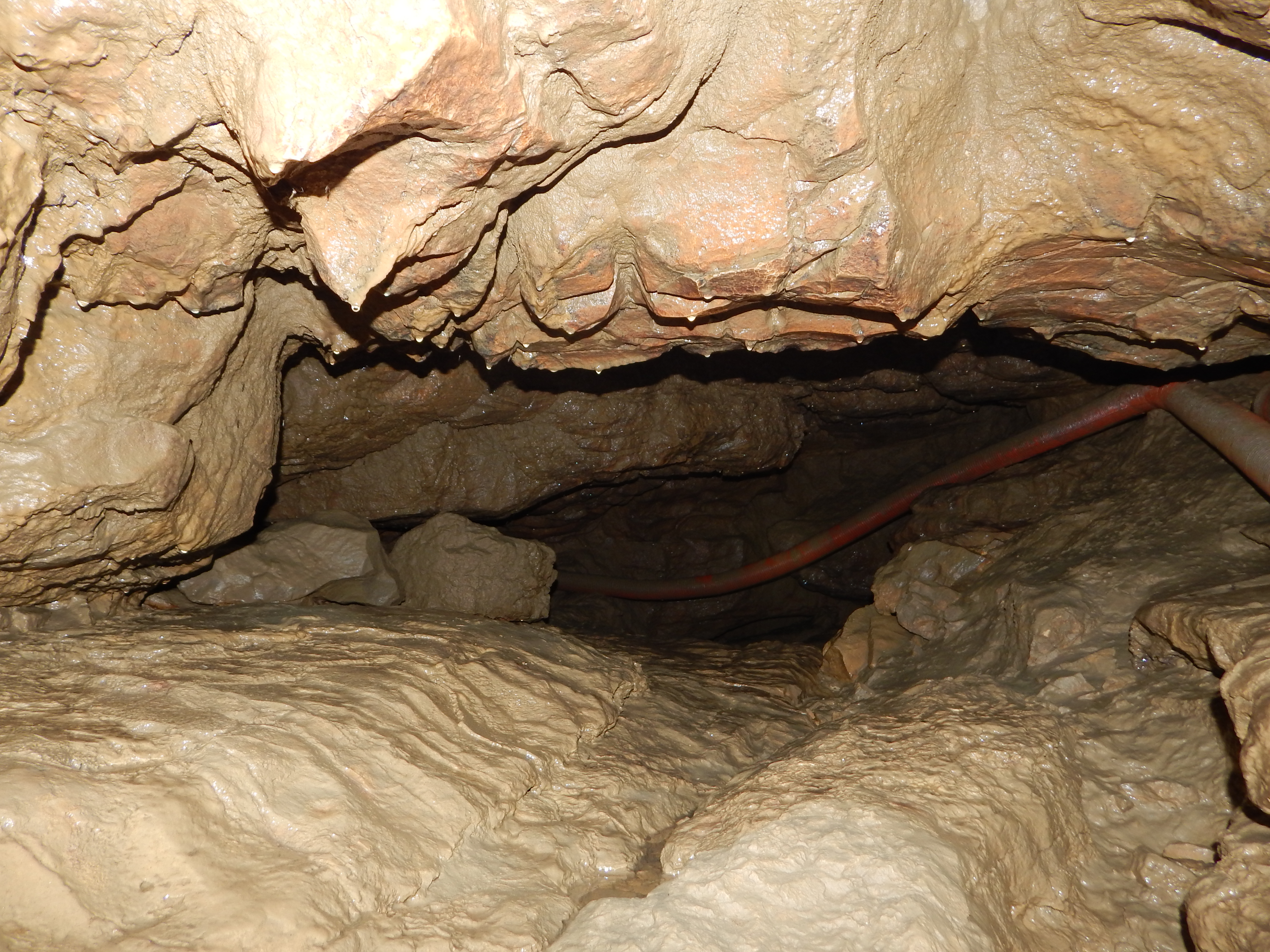
Galerie d'entrée du Siphon de Lucelle vue depuis l'entrée, en progressant vers le premier siphon